# Torneo de San Diego 2010
El Mercury Insurance Open 2010 fue un evento de tenis que se disputó en San Diego, California, Estados Unidos, realizado entre el 2 de agosto y el 8 de agosto de 2010, como torneo preparatorio de cara al US Open celebrado sobre pistas de cemento al aire libre. Fue la 30ª edición del torneo que tuvo lugar en el Omni La Costa Resort & Spa.

## Campeonas

### Individual Femenino
Svetlana Kuznetsova venció a  Agnieszka Radwańska por 6–4, 6–7(7–9), 6–3

### Dobles Femenino
Maria Kirilenko /  Zheng Jie vencieron a  Lisa Raymond /  Rennae Stubbs por 6-4, 6-4